# Tűhalfélék
A tűhalfélék (Syngnathidae) a sugarasúszójú halak (Actinopterygii) osztályába és a pikóalakúak (Gasterosteiformes) rendjébe tartozó család.

## Rendszerezés
A családba az alábbi alcsaládok és nemek tartoznak:
- Hippocampinae
  - Csikóhalak (Hippocampus)
- csőhalak (Syngnathinae)
  - Acentronura
  - Doryrhamphus
  - Idiotropiscis
  - Microphis
  - Pugnaso
  - Anarchopterus
  - Dunckerocampus
  - Kaupus
  - Minyichthys
  - Siokunichthys
  - Apterygocampus
  - Hypselognathus
  - Mitotichthys
  - Solegnathus
  - Bhanotia
  - Entelurus
  - Ichthyocampus
  - Nannocampus
  - Stigmatopora
  - Bryx
  - Festucalex
  - Kimblaeus
  - Nerophis
  - Stipecampus
  - Bulbonaricus
  - Filicampus
  - Kyonemichthys
  - Notiocampus
  - Syngnathoides
  - Campichthys
  - Halicampus
  - Leptoichthys
  - Penetopteryx
  - Syngnathus
  - Choeroichthys
  - Haliichthys
  - Leptonotus
  - Phoxocampus
  - Trachyrhamphus
  - Corythoichthys
  - Cosmocampus
  - Hippichthys
  - Maroubra
  - Phyllopteryx
  - Vanacampus
  - Doryichthys
  - Histiogamphelus
  - Micrognathus
  - Heraldia
  - Lissocampus
  - Phycodurus
  - Urocampus
  - Pseudophallus
  - Enneacampus